# Hamburg Freezers
Hamburg Freezers je nemški hokejski klub iz Hamburga. Domača dvorana kluba je dvorana Color Line Arena, ki sprejme 12.750 obiskovalcev. Klub je od leta 1999 do 2002 deloval pod imenom Munich Barons, 3. junija 2002 pa ga je lastnik, ameriški podjetnik in bogataš Philip Anschutz, preselil v Hamburg in preimenoval v Freezers.
Za moštvo je v odpovedani sezoni lige NHL, sezoni 2004/05, nastopal tudi vratar Jean-Sébastien Giguère, ki je na 6 tekmah zbral povprečje .925 in GAA razmerjem 2.39.